# Colletes harreri
Colletes harreri är en biart som beskrevs av Kuhlmann 2002. Colletes harreri ingår i släktet sidenbin, och familjen korttungebin. Inga underarter finns listade i Catalogue of Life.